# Gee Bee R-1
Le Gee Bee Racer-1 est un petit avion qui fit son apparition dans les années 1930, il sert exclusivement à la voltige et à des courses. Il est constitué d'un moteur très puissant (l'emportant jusqu'à 470 km/h) et de 2 petites ailes. Il est très difficile à piloter et beaucoup de pilotes y ont laissé leur vie, ce qui explique son surnom de « Piège mortel ».

## Histoire et débuts
Le premier Gee Bee - le R1 - fut construit en 1932 par les frères Granville à Springfield dans le Massachusetts. Il succédait au GeeBee Model Z, et fut suivi du modèle R2.
Le nom GeeBee est l'abréviation de « Granville Brothers ».
La première course gagnée à bord d'un Gee Bee Racer-1 le fut en 1932 par Jimmy Doolittle, mais il fut contraint à un atterrissage forcé et abandonna lors de sa deuxième course. Jusqu'à aujourd'hui 1 802 courses furent gagnées à bord d'un Gee Bee Racer-1 sur une participation de 2 400 courses.

## Composition
Cet avion est constitué d'un gros moteur et de deux petites ailes. Son moteur est un Pratt & Whitney R1340 Wasp d'une puissance d'environ 800 ch permettant au Gee Bee Racer-1 d'atteindre 470 km/h pendant 3 à 5 heures. Sa construction est très compacte. Entre le cockpit et le moteur, il n'y a qu'une plaque de 5 mm qui transmet une chaleur intense dans le cockpit. Les constructeurs ont rajouté des haubans (comme dans les bateaux pour tenir le mât) pour mieux tenir les ailes droites.